# رينيه فالينزولا
رينيه فالينزولا (بالإسبانية: René Valenzuela)‏ مواليد 20 أبريل 1955 في كونثبثيون، هو لاعب كرة قدم تشيلي سابق كان يلعب في مركز الدفاع. سبق له أن لعب في كأس العالم لكرة القدم مع منتخب بلاده.

## المسيرة الاحترافية

### أندية لعب لها
- نادي أوهيجينس
- نادي أونيفرسيداد كاتوليكا
- ولاية بويبلا
- يونيون إسبانيولا

## روابط خارجية
- رينيه فالينزولا على موقع قاعدة بيانات كرة القدم.إي يو (الإنجليزية)
- رينيه فالينزولا على موقع ناشيونال فوتبول تيمز (الإنجليزية)
- رينيه فالينزولا على موقع عالم كرة القدم.نت (الإنجليزية)